# 155 (+44)
155 è un singolo dei +44, conosciuti anche come (+44) e Plus 44, gruppo musicale statunitense pop-punk.
È il terzo singolo estratto dall'album d'esordio della band When Your Heart Stops Beating, uscito nel 2006.
Il nome deriva dal tempo della canzone (155 battiti al minuto).
Una versione acustica di 155, intitolata 145, è presente nel CD singolo di Lycanthrope.

## Video
Il video consiste in alcune riprese estratte dai tour dei +44.

## Formazione
- Mark Hoppus - voce, basso
- Shane Gallagher - seconda voce, chitarra
- Craig Fairbaugh - chitarra
- Travis Barker - batteria